# Thomas Helmore
Thomas Helmore, född 7 maj 1811 i Kidderminster, Worcestershire, död 6 juli 1890 i Westminster, London, var en brittisk körledare, musikskribent och psalmförfattare. Tillsammans med John Mason Neale gav han ut översättningar av sånger ur Piæ Cantiones.